# 1930 FIFAワールドカップ・グループB
1930 FIFAワールドカップ グループBではユーゴスラビア・ブラジル・ボリビアの3チームが組んだ。7月14日から7月20日まで3試合行い、ユーゴスラビアが決勝トーナメントへ進出した。

## 試合結果
| チーム         | 勝ち点 | 試合数 | 勝 | 分 | 敗 | 得点 | 失点 | 得失点差 |
| -------------- | ------ | ------ | -- | -- | -- | ---- | ---- | -------- |
| ユーゴスラビア | 4      | 2      | 2  | 0  | 0  | 6    | 1    | +5       |
| ブラジル       | 2      | 2      | 1  | 0  | 1  | 5    | 2    | +3       |
| ボリビア       | 0      | 2      | 0  | 0  | 2  | 0    | 8    | -8       |

| 1930年7月14日 12:45 |

| ユーゴスラビア                  | 2–1 | ブラジル          |
| ティルナニッチ 21分 ベック 30分 |     | プレギーニョ 62分 |

| モンテビデオ, エスタディオ・パルケ・セントラル 観客: ~20000人 主審: Tejada (ウルグアイ) |

| 1930年7月17日 12:45 |

| ユーゴスラビア                                              | 4–0 | ボリビア |
| ベック 60分, 67分 マリヤノビッチ 65分 ブヤディノビッチ 85分 |     |          |

| モンテビデオ, エスタディオ・パルケ・セントラル 観客: ~20000人 主審: Mateucci (ウルグアイ) |

| 1930年7月20日 13:00 |

| ブラジル                                    | 4–0 | ボリビア |
| モデラト 37分, 73分 プレギーニョ 57分, 83分 |     |          |

| モンテビデオ, エスタディオ・センテナリオ 観客: ~12000人 主審: Balway (フランス) |